# رابرت باسلر
رابرت باسلر (انگلیسی: Robert Bassler؛ ۲۶ سپتامبر ۱۹۰۳ – ۸ نوامبر ۱۹۷۵) یک تهیه‌کننده اهل ایالات متحده آمریکا بود. 

## فیلم‌شناسی
- تندر در میانکوه
- تامپیکو
- گودال مار
- کارولینا
- کانگورو
- ماسه